# Melopsittacus undulatus
El periquito australiano, periquito común, cotorra australiana, lorito de java o simplemente periquito (Melopsittacus undulatus), es una especie de ave psitaciforme de la familia Psittaculidae. Es el único miembro del género Melopsittacus. Es endémico de Australia, aunque ha sido introducido en otras regiones del mundo por ser muy común su uso como mascota. Es un ave de jaula muy popular, no solo por sus vivos colores sino también por su fácil adaptación. Como animal de compañía solo es superado en número por los perros, los gatos y los canarios.
En la naturaleza, son las aves con más población de toda Australia lo que podría deberse a su rápida reproducción ya que dejan de ser pichones y empiezan su reproducción a partir de los sesenta días de haber nacido, y a que las hembras ponen, en promedio, de cinco a seis huevos, lo cual las hace ser muy adaptables, aunque ellas habitan en Australia extendiéndose por el centro del país.[cita requerida]
Su vida en naturaleza es en bandadas muy numerosas, y su máximo tamaño lo alcanzan en épocas húmedas, que propician la reproducción. En comportamiento reproductivo, las hembras eligen al macho con los colores más vivos y con la fluorescencia de las plumas de la cabeza y el cuello.

## Descripción

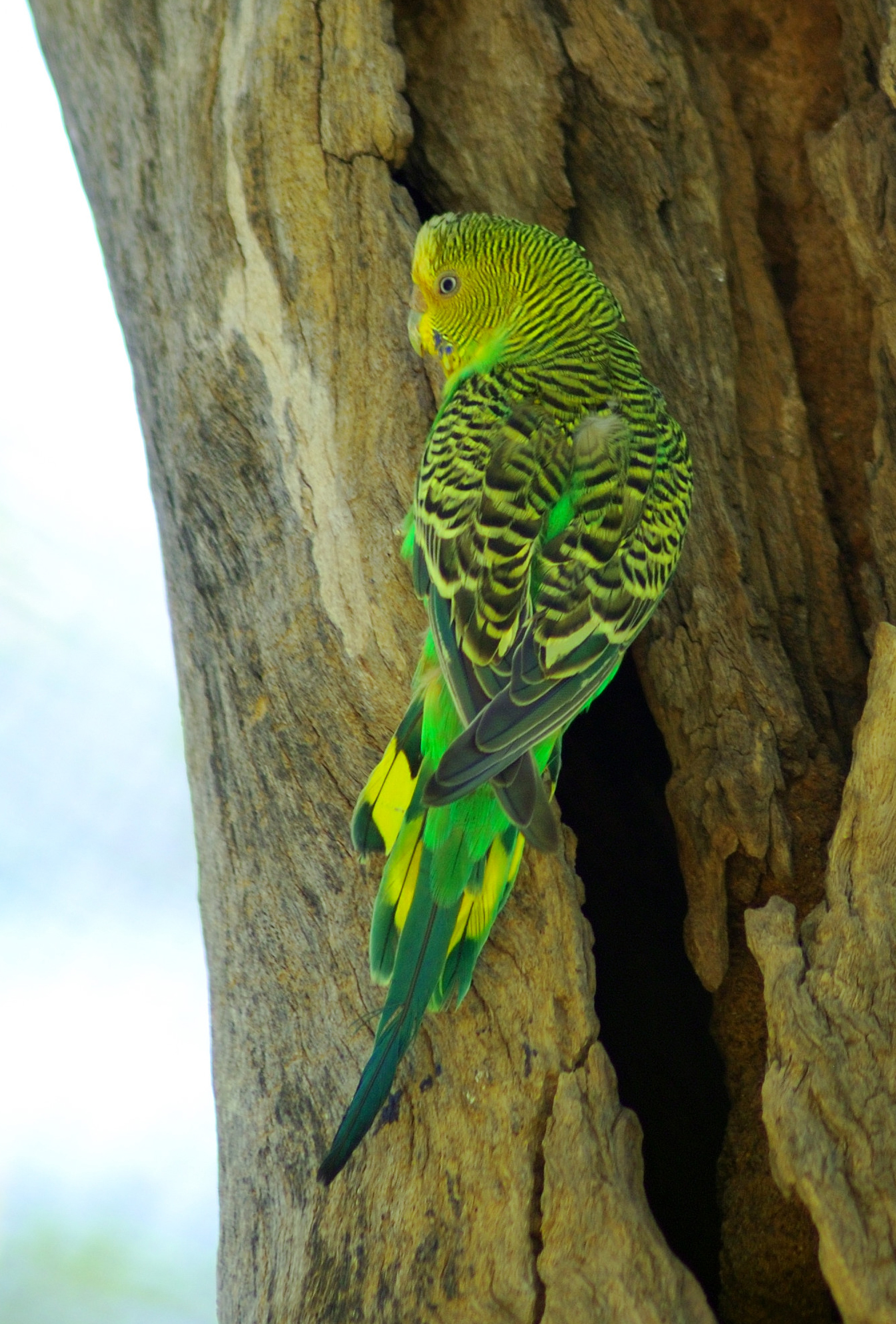
Un periquito hembra en Alice Springs (Australia), en la que se aprecia el característico diseño listado que le da su nombre científico undulatus (ondulado).

El periquito mide alrededor de 18 cm de la cabeza a la punta de la cola y pesa alrededor de 35 g. La variedad silvestre tiene las partes inferiores de color verde claro liso, con la cabeza amarilla con un característico listado negro en su parte posterior, al igual que el resto de las partes superiores del cuerpo y alas, aunque con fondo verde amarillento. En cambio su garganta y frente son de color amarillo liso, con una pequeña mancha morada en la mejilla y tres motas negras enmarcando cada lateral de base de la garganta. Su cola es de color cobalto con manchas amarillas en el centro de las plumas laterales. Las plumas de vuelo de las alas son negras y verdosas, y sus coberteras negras con bordes amarillos, y tienen manchas amarillas en el centro que solo se ven cuando despliegan las alas. Posee el pico muy curvado hacia abajo de color gris verdoso, y patas grises azuladas zigodáctilas, con dos dedos hacia delante y dos hacia atrás, que les facilita trepar por los árboles y alimentarse de semillas.
Los periquitos silvestres en su hábitat natural de Australia son notablemente más pequeños que los que se encuentran en cautividad. Además los criadores de esta especie han conseguido multitud de colores y capas de periquitos (ejemplos: azul, gris, gris-azul, pios, violeta, blanco, amarillo, amarillo-azul) aunque la mayoría de los que se encuentran en las tiendas de mascotas son azules, verdes y amarillos. Como en la mayoría de especies de loros el plumaje del periquito es fluorescente bajo la luz ultravioleta. Este fenómeno posiblemente está relacionado con el cortejo y la selección de pareja. Como muchas aves los periquitos tienen visión tetracromática, aunque para que funcionen las cuatro clases de conos simultáneamente se necesita la presencia de todo el espectro de la luz solar. El espectro ultravioleta hace brillar sus plumas, lo que ayuda a atraer a las parejas. Las motas de su garganta reflejan la luz ultravioleta y podrían usarse para distinguir individualmente a cada periquito.

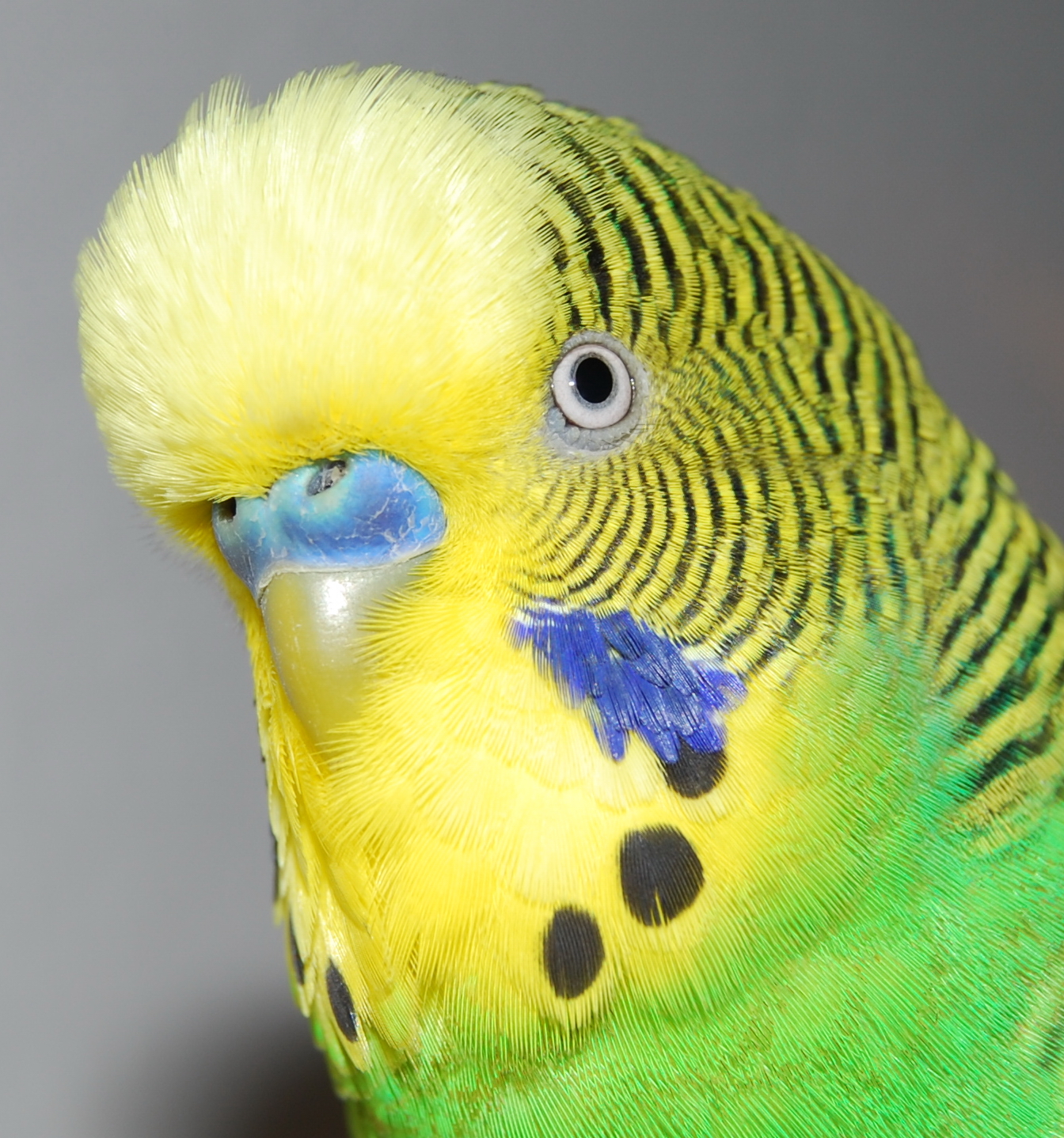
El sexo y la edad de los periquitos se diferencian por el color de su cera. Los machos adultos la tienen azul.

### Determinación de sexos y edades
Para diferenciar si un periquito es macho o hembra la clave es la cera (parte superior del pico alrededor de las narinas). Los machos adultos la tienen completamente azul, si  si son lutinos o albinos se les pone morada o rosa. Algunas hembras adultas la tienen de color variable dependiendo de su estado de celo: de blanco o azul blanquecino a color crema fuera de la época de reproducción, y marrón cuando está en celo, mientras que otras siempre la tienen blanca o blanquecina. Los inmaduros de ambos sexos la tienen rosada, generalmente rosa violáceo en los machos jóvenes. Al mes de vida, las crías salen del nido con la cera rosa. Durante las semanas siguientes, a las hembras se les va volviendo blanca y a los machos azul (excepto en algunas variedades, como los albinos, lutinos o píos recesivos, cuyos machos la mantienen de rosada o morada toda su vida). De esta manera se puede determinar el sexo en los ejemplares jóvenes a los tres meses de edad sin margen de error.

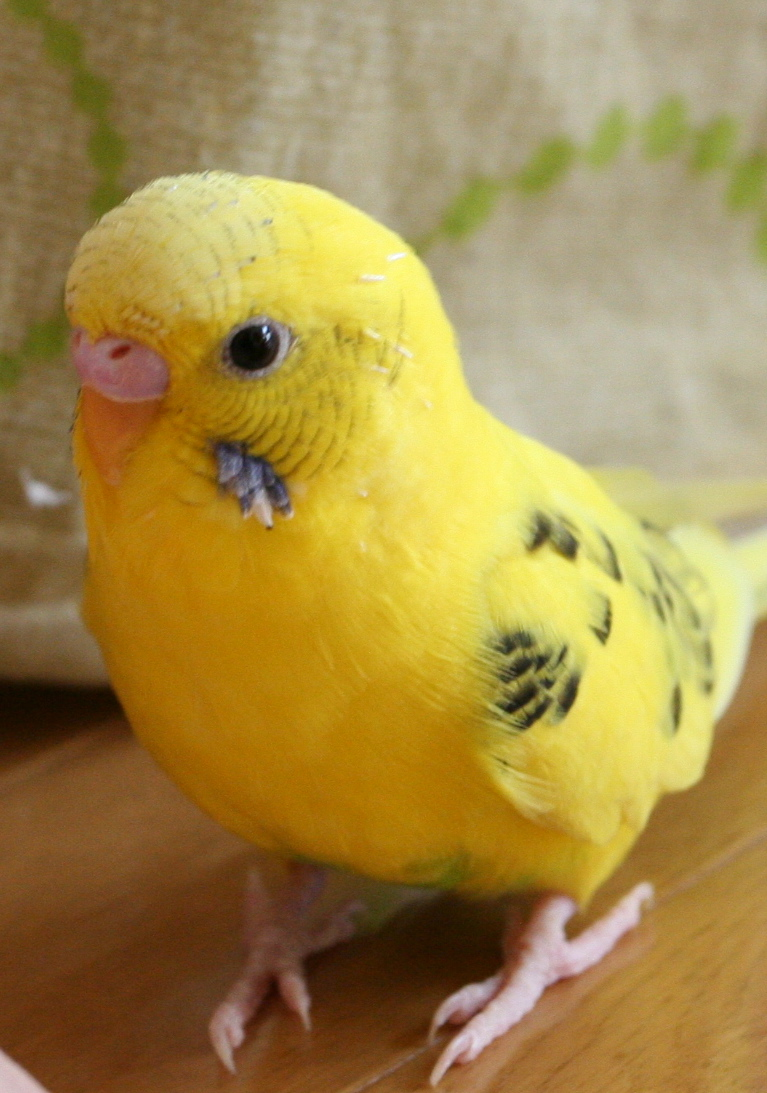
Los ejemplares juveniles como el de la imagen tienen la cera rosada y la frente ligeramente listada.

La edad también se determina mediante las líneas en la frente, los jóvenes la tienen cubierta de líneas y los adultos la tienen lisa y despejada. Los jóvenes además presentan un plumaje de tonos menos intensos. También se diferencia un periquito joven porque tiene el ojo completamente negro, y a medida que crece se va aclarando el iris quedando un aro blanco alrededor de la pupila negra (excepto en la variedad pia recesiva, que no desarrolla este color de iris).

## Taxonomía
El periquito común pertenece a la familia Psittaculidae, la rama afroasiática y oceánica de la superfamilia de los loros típicos (Psittacoidea), como único miembro del género Melopsittacus. Anteriormente se creía que estaba cercanamente emparentado con los pericos de los géneros Neophema y Pezoporus por el patrón listado de su plumaje. Sin embargo, los estudios filogénéticos más recientes basados en el análisis de secuencias de ADN lo sitúan muy próximo a los loris (tribu Loriini) y a los loritos de higuera (tribu Cyclopsittini).
En el pasado se describieron dos subespecies del periquito común, el periquito del norte y el del oeste, basándose en pequeñas variaciones del color y tamaño. Actualmente la mayoría de los ornitólogos cuestionan esta diferenciación, ya que las diferencias son muy pequeñas, y las áreas de distribución de las dos supuestas subespecies se solapan de forma que hay zonas donde vuelan en las mismas bandadas y se aparean entre sí. Por ello en la actualidad no se reconocen subespecies diferenciadas.

## Ecología y distribución

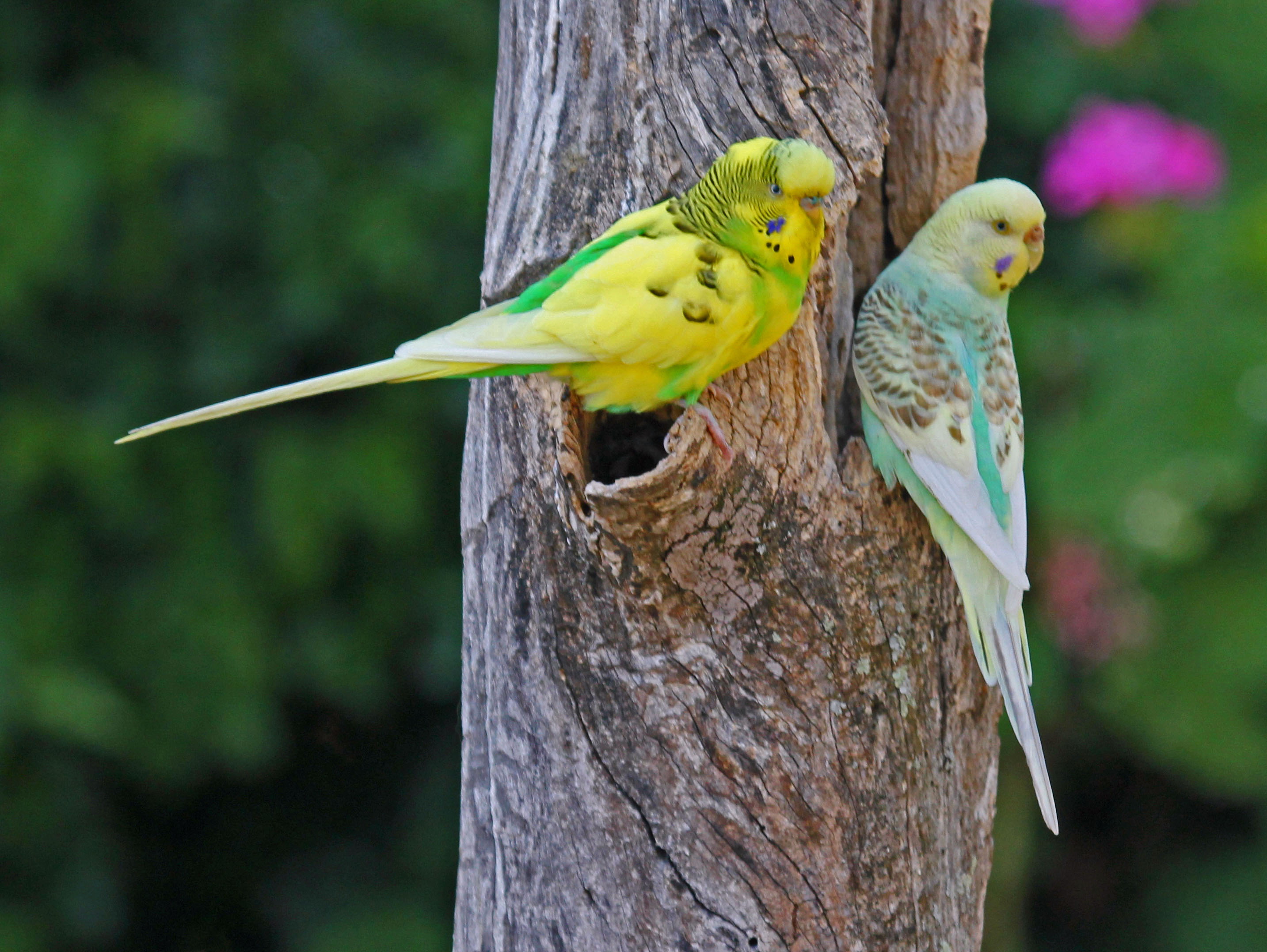
Las mascotas escapadas o liberadas se asilvestran con facilidad en las regiones cálidas y secas. En la foto, pareja silvestre de periquitos en Sudáfrica.

Los periquitos comunes son originarios de Australia, y ocupan la totalidad del interior del continente australiano. Es un ave nómada que ocupa gran variedad de hábitat abiertos en Australia como las zonas de matorral, herbazales, sabanas y arboledas despejadas. Generalmente se encuentra en pequeñas bandadas, pero puede formar grandes bandadas cuando las condiciones son favorables. Se desplaza de forma nómada en busca de comida y agua. Las sequías pueden conducir a las zonas costeras o más arboladas. Se alimentan de semillas de la hierba, especialmente de las del género Triodia, y a veces hacen incursiones en los cultivos de cereales. La vida en bandadas les facilita la existencia porque les ayuda a defenderse de los depredadores.
Se han naturalizado en el sur de Norteamérica, registrándose poblaciones asilvestradas de periquito común en las regiones de San Petersburgo (Florida) desde los años 1940, aunque en la actualidad son menos abundantes que al principio de la década de 1980. Se cree que la competencia con los estorninos pintos y los gorriones es la principal causa del declive de estas poblaciones.
En España se pueden ver poblaciones en distintos lugares, como por ejemplo, la ciudad de Málaga, en la que vive un importante número de ejemplares.
Son monógamos y rara vez cambian de pareja, a no ser que uno de los dos muera. Los nidos se encuentran normalmente en un hueco en el tronco de un árbol. Ponen entre cuatro y siete huevos, los cuales son incubados durante entre dieciocho y veinte días, y el joven polluelo empluma aproximadamente treinta días después de la incubación.

## Capacidad de imitación
Los ejemplares machos de periquitos pueden ser hábiles para imitar el habla humana.
Puck, un periquito macho propiedad de la estadounidense Camille Jordan, tiene el récord mundial de mayor vocabulario de un ave, con 1.728 palabras. Puck murió en 1994 y el récord apareció por primera vez en la edición de 1995 del Guinness World Records.
En 2001, las grabaciones de un periquito llamado Víctor llamaron la atención de los medios de comunicación. El propietario de Víctor, Ryan B. Reynolds, de Canadá, declaró que Víctor era capaz de entablar una conversación contextual y predecir el futuro. Aunque algunos creen que el animal era capaz de predecir su propia muerte como se decía, es difícil profundizar en el tema sin el ave. En 2001, las grabaciones aún no habían sido verificadas por análisis científicos. Argumentan los críticos que el discurso de Víctor en las grabaciones no es lo suficientemente coherente como para determinar que habla en contexto.
El periquito "Disco" se hizo famoso en Internet en 2013. A fecha de 2021, el vídeo de "Disco" había sido visionado más de 22.481.975 veces en su canal de YouTube. Algunas de las frases más repetidas de "Disco" fueron:  "I am not a crook" ("No soy un sinvergüenza") y "Nobody puts baby bird in a corner!" ("¡Nadie pone al pajarito en una esquina!"). Disco murió en 2017.[cita requerida]

## Galería

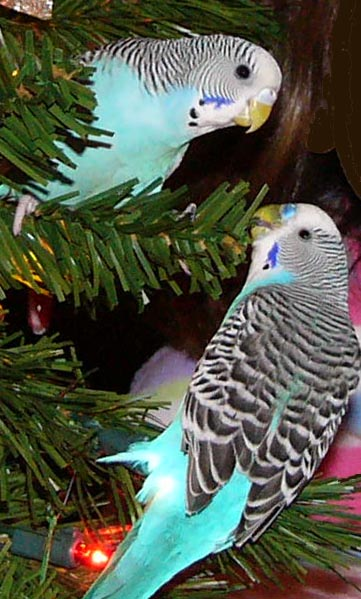
Periquitos azules.
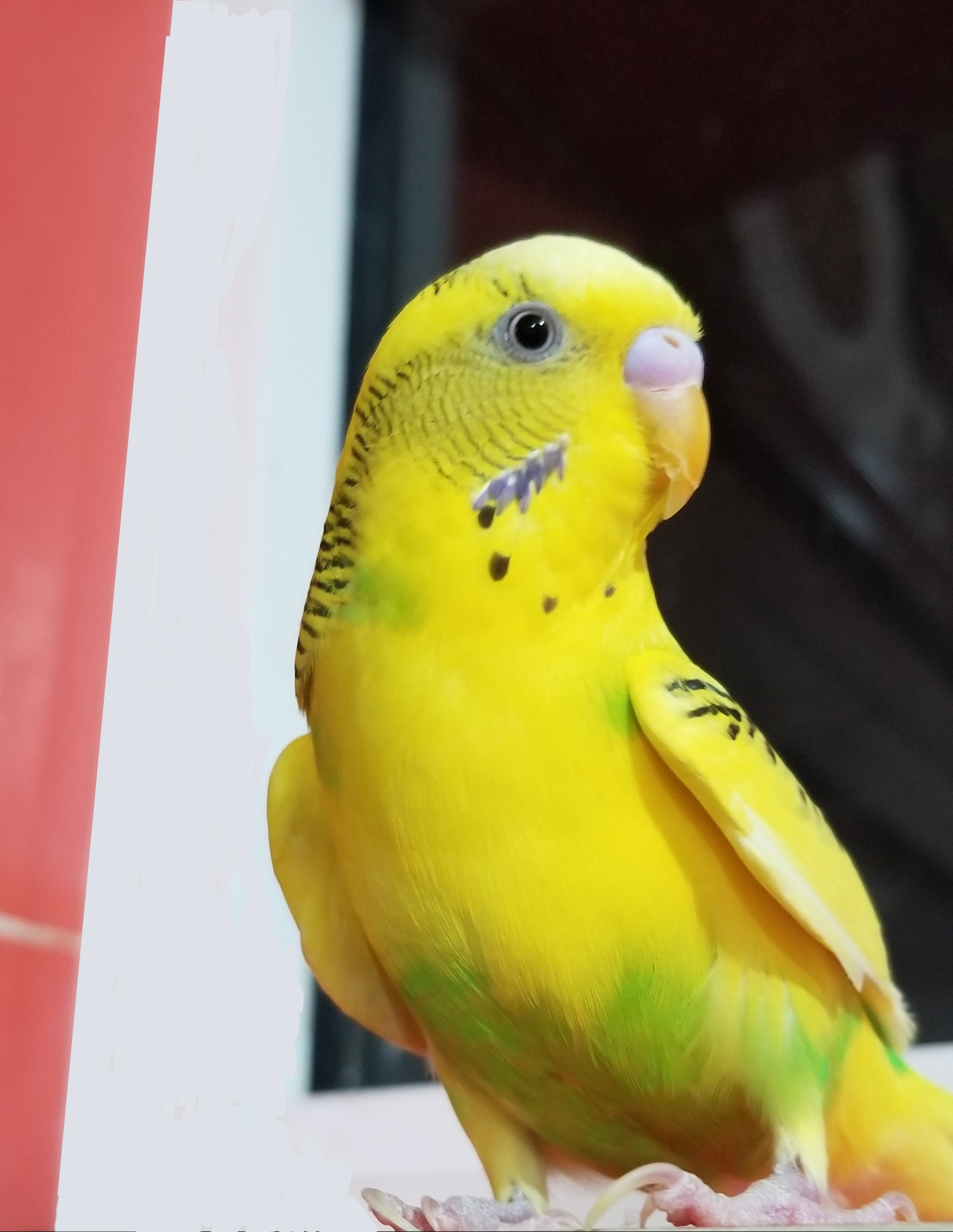
Periquito amarillo.
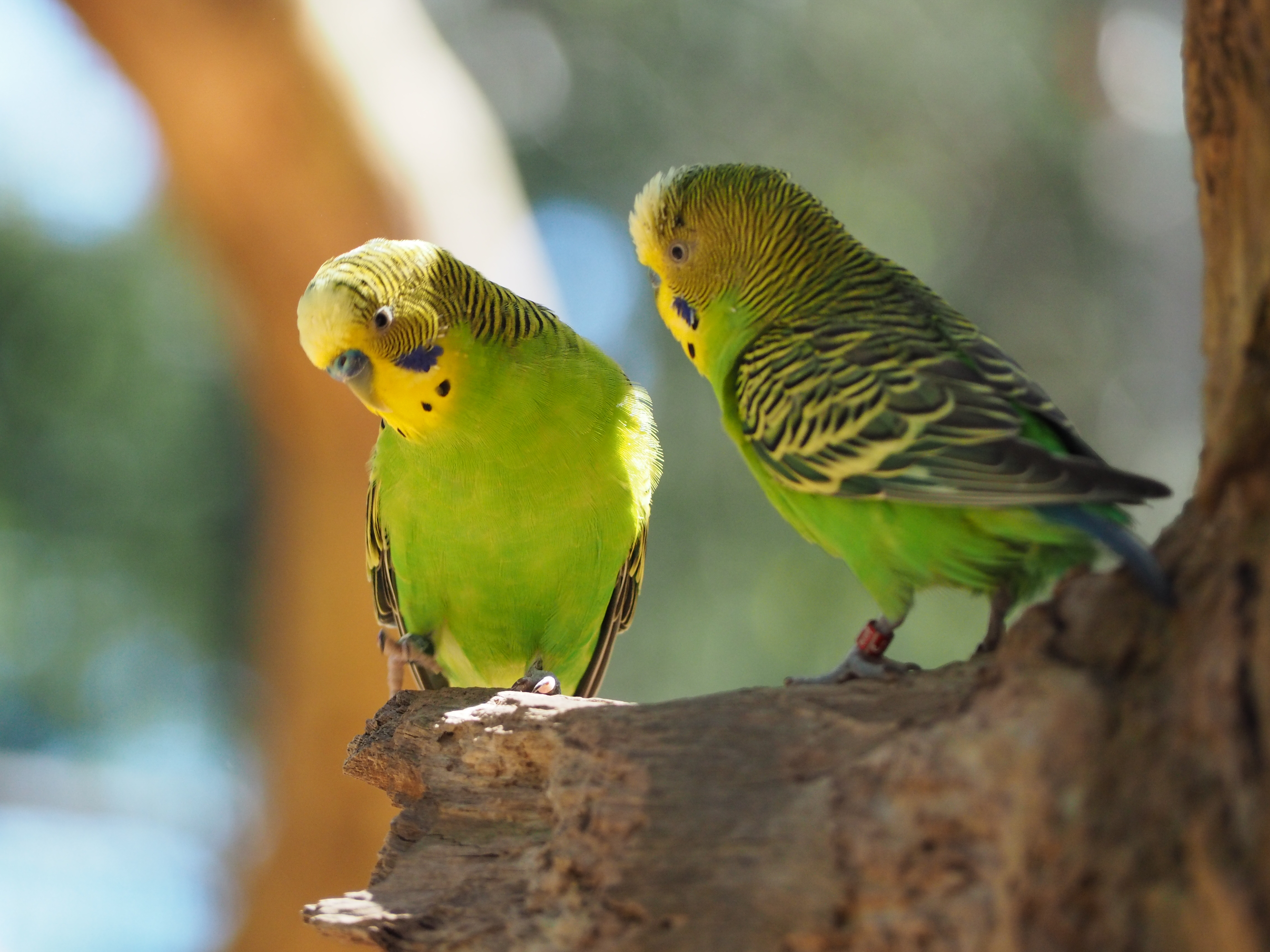
Periquitos australianos salvajes.
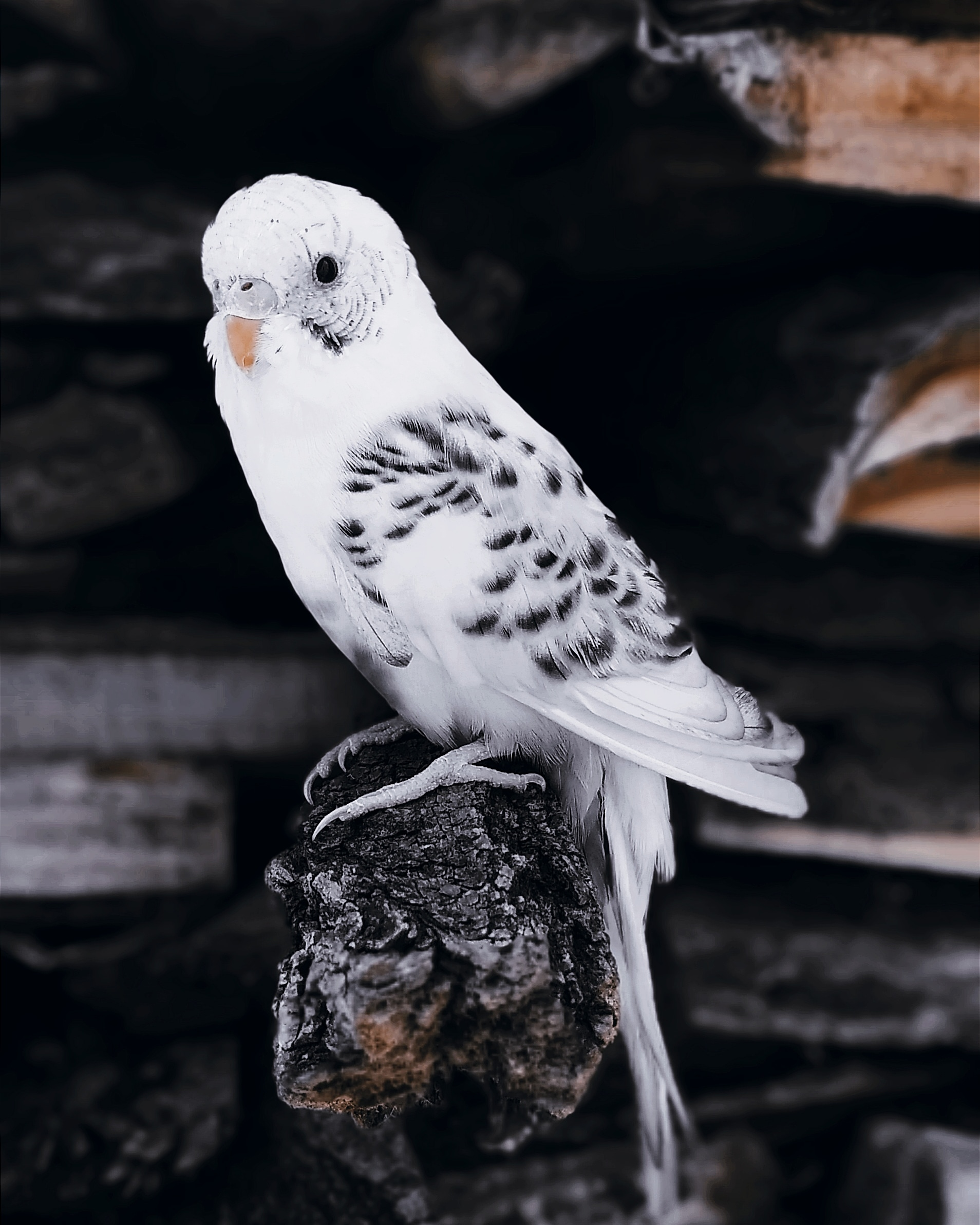
Un periquito blanco.